# Arto Mansala
Arto Olavi Mansala, född 7 november 1941 i Kuopio, är en finländsk diplomat.
Mansala blev politices kandidat 1965. Han anställdes 1965 vid utrikesministeriet, där han snabbt steg i graderna. Han ansågs vara en kunnig observatör och en läsvärd rapportör av utrikespolitik och internationella frågor. Han har varit centralt placerad i en rad huvudstäder. Han blev ambassadsekreterare i Oslo 1970, därefter i Moskva 1974, var chef för ministeriets forsknings- och planeringsenhet 1976–1979 och därefter ministerråd i Stockholm 1980–1983. Han avverkade ett studieår vid Harvard i USA 1980–1981 och därefter följde snart ambassadörsposterna slag i slag; Budapest 1985, Beijing 1989, Moskva 1993 och Bonn/Berlin 1996. Han utsågs till administrativ understatssekreterare 2002 och till statssekreterare 2003.
Mansala har skrivit en studie om Finlands första utrikesminister Otto Stenroth (1965). Hans avhandling vid Harvard, Security and Ideology in Finnish-Soviet relations (1981), behandlade finländsk-sovjetiska relationer. 